# Красный переулок (Великий Устюг)
Кра́сный переулок — второстепенная улица Великого Устюга. Улица идёт от Красной улицы до Набережной улицы.

## История
Переулок был застроен по плану Голубева, в 1804 году. В XIX веке между Советским проспектом и Набережной, на нечётной стороне располагался Устюжский торг.
В настоящее время на нечётной стороне улицы расположены магазины, на чётной Дом Культуры, редакция газеты «Советская мысль», типография и гостиница.

## Транспорт
Улица заасфальтирована. Автомобильное движение по переулку редкое. Часть улицы от Советского проспекта до Набережной используется преимущественно пешеходами.

## Застройка
Переулок целиком входит в охранную зону Великого Устюга.
Таблица дана в направлении Север — Юг.
Легенда
| Пересекающиеся улицы | Памятник архитектуры | Зелёная зона | Река |

| Спасо-Преображенский монастырь          |                                           |
| Улица Красная                           |                                           |
| 17                                      | 12 Гостиница «Сухона»                     |
| 15                                      | 12 Гостиница «Сухона»                     |
| 13                                      | 12 Гостиница «Сухона»                     |
| 11                                      | 10 Редакция газеты «Советская мысль»      |
| 9                                       | 10 Редакция газеты «Советская мысль»      |
| 7                                       | 8 Дом Культуры                            |
| 5 ТД "Центр"                            | 8 Дом Культуры                            |
| Советский проспект                      |                                           |
| 3                                       | 6 ТД «Альбион»                            |
| 1                                       | 4 Прокуратура                             |
| Набережная                              |                                           |
| Сухона                                  |                                           |
| Логотип конкурса «Вики любит памятники» | Объект культурного наследия: № 3510102000 |